# Nahawa Doumbia
Nahawa Doumbia (Mafélé, 1960) es una cantante maliense. Es una intérprete importante en el desarrollo y la definición de la música wassoulou, la música popular de la zona del sur de Malí, que a su vez tuvo una gran influencia en la cultura musical del país.

## Trayectoria
Nació en Mafélé, cerca de la frontera con Costa de Marfil. Creció en Bougouni, capital de Wassoulou, al sur de Bamako, en una familia que no pertenecía a una casta de cantantes. Se dio a conocer participando en varios concursos regionales y locales, como las Semaines de la Jeunesse y la Biennale de la Jeunesse. También participó en el concurso RFI Découvertes y obtuvo el primer puesto en un concurso nacional con la canción Tinye de be laban (La verdad siempre triunfa).
A los 22 años, en 1982, publicó su primer álbum, La Grande Cantatrice Malienne Vol 1, acompañada a la guitarra acústica por su marido N'gou Bagayoko.  El disco se publicó en AS Records, un sello discográfico de Costa de Marfil. Fue reeditado en 2019 por Awesome Tapes From Africa. Tras esta primera grabación, como dúo, la formación se amplió con la incorporación de sintetizadores y guitarra eléctrica.
Ese mismo año, publicó un segundo álbum, La Grande Cantatrice Malienne Vol 2 y un tercero, La Grande Cantatrice Malienne Vol 3, con una fusión de instrumentos tradicionales y sonidos eléctricosy basado en los ritmos de su región, Wassoulou. 
Desde los años 80, Doumbia es una de las cantantes más populares de Malí.
En 2021, Awesome Tapes publicó el álbum, Kanawa (No te vayas). Contiene temas sobre los problemas de Mali como los ataques terroristas de la rama del ISIS en África Occidental, la intervención militar francesa continuada, las huelgas y protestas generalizadas y un golpe de Estado. La canción que da título al disco insta a los jóvenes malienses a permanecer en el país para no ser víctimas de la trata de seres humanos. El álbum se grabó en Bamako, en el estudio de Salif Keita. La instrumentación incluye el n'goni tradicional y una versión moderna del mismo, y el kamale n'goni, además de la guitarra y el karignan (rascador de metal). Cuenta con muestras de disparos incorporadas a la percusión.
Según Henri Lecomte, etnomusicólogo, productor y director de documentales en el Institut National des Langues et Civilisations Orientales, canta al amor, pero también a las condiciones de vida a veces difíciles de las mujeres malienses, en particular, la poligamia y los matrimonios forzados. La combinación que hace Doumbia de respeto por la tradición y deseo de cambiar las costumbres la convierte en una de las cantantes más entrañables, como demuestra el éxito creciente que acompaña su carrera.
La académica Lucy O'Brien, la mencionó como una de las creadoras de una música que daba voz a la expresión femenina y en un estudio sobre las mujeres en la música popular alabó su poesía y su cuidada metáfora.
Doumbia escribió una canción en honor de Thomas Sankara, el revolucionario que llegó a ser presidente de Burkina Faso.

## Discografía
- La Grande Cantatrice Malienne (1982)
- La Grande Cantatrice Malienne Vol 2 (1982), AS Records
- La Grande Cantatrice Malienne Vol 3 (1982), AS Records
- Kourouni
- Kôrôdia
- Didadi (1987), Syllart Records
- Nyama Toutou (1987), Stern's Africa
- Mangoni (1992), Stern's Music
- Yankaw (1997), Cobalt
- Yaala (1999), Mali K7 SA
- Bougouni (1999), Sonodisc, Syllart Production
- Diby (2004), Cobalt
- Kabako (2014), Camara Production
- Kulu (2016), Frikyiwa
- Kanawa (2021)